# Повість про п'ять міст
«Повість про п'ять міст» — художній фільм-драма 1951 року, спільного виробництва Великої Британії, Італії, Франції, Східної Німеччини та Австрії.

## Сюжет
Невдовзі після завершення Другої світової війни, до лікарні потрапляє чоловік без пам'яті. Усе, що в нього є, — це дитяча фотографія та п'ять банкнот, на кожній з яких написано назву європейського міста та ім'я жінки. Журналістка вирішує, що у неї є гарна можливість зробити чудовий репортаж, і отримує дозвіл від свого редактора супроводжувати чоловіка до Європи. Відвідуючи міста і розмовляючи з жінками, згаданими на банкнотах, вона з'ясовує його особу: його звуть Боб, він пілот Королівських ВПС, хлопчик — його племінник, син його сестри, яка продовжує працювати в цирку, де він також працював до війни.

## У ролях
- Бонар Колеано: Боб Мітчелл
- Барбара Келлі: Леслі
- Енн Вернон: Жаннін Меньє
- Карін Гімбольдт: Шарлотта Сміт
- Лілі Канн: Шарледі
- Денні Грін: Левінський
- Карл Яффе: брат Шарлотти
- Макдональд Парк: редактор журналу «Нью-Йорк»
- Алтея Орр: старша медсестра
- Лана Морріс: Делія Морель Романофф
- Єва Барток: Кетрін Телек
- Джина Лоллобриджида: Марія Северіні
- Джеффрі Самнер: Вінгко
- Філіп Лівер: італійський офіцер
- Аннет Пуавр: Аннет
- Чарльз Ірвін: директор у Лондоні
- Артур Гомес: карабінер
- Дені Дауберсон: епізод
- Ендрю Ірвін: Джиммі
- Віра Молнар: епізод
- О. В. Фішер: епізод
- Теренс Александер: епізод
- Раймон Буссьєр: брат Жанни
- Марчелло Мастроянні: Альдо Маццетті
- Енцо Стайола: маленький хлопчик
- Ліліана Телліні: епізод
- Ламберто Маджорані: епізод

## Знімальна група
- Режисер: Ромоло Марчелліні, Еміль Е. Райнерт, Вольфґанґ Штаудте, Монтґомері Таллі, Ґеза фон Чіффра, Ірма фон Кубе
- Сценарій: Жак Компанез, Патрік Кірван, Річард Ллевелін, П'єро Телліні, Ґюнтер Вайзенборн
- Продюсер: Ерманно Донаті, Борис Моррос, Пол Панталін, Моріс Дж. Вілсон
- Оператори: Фрідль Бен-Грунд, Людвіґ Берґер, Роджер Дормой, Ґордон Ланґ, Джузеппе Ла Торре
- Композитор: Джо Хайос, Франческо Мандер, Ганс Мей
- Монтаж: Моріс Рутс
- Костюми: Емі К. Бінні